# Montaggio alternato
Per montaggio alternato (conosciuto anche in inglese come cross cutting) si intende un tipo di tecnica di montaggio appartenente alla teoria del découpage classico.

## Struttura
Per ottenere questo tipo di tessitura, si uniscono due sequenze narrativamente relazionate ma con ambienti, personaggi e azioni diversi. Rispetto al montaggio parallelo, c'è, alla fine, un congiungimento delle due storie.
Questo schema è tipico, ad esempio, dei film sentimentali: quando il personaggio A, in una situazione differente dal personaggio B, si rende conto che prova amore per il compagno, si dirige da lui/lei. Alla fine, viene mostrata una scena in cui i due si "ricongiungono" e si scambiano un bacio. 

## I primi esempi
Il primo caso di montaggio alternato è possibile ammirarlo nel cortometraggio La vita di un pompiere americano. 
Nel film di Porter, una signora viene salvata da un pompiere. Questa scena viene riproposta due volte: la prima, all'interno dell'abitazione della donna, la seconda, invece, all'esterno, nel momento in cui l'eroe sale le scale e sottrae dalla morte la giovane. È evidente che, trattandosi di un film appartenente ancora alla generazione del cinema delle attrazioni, non ha i canoni tipici del montaggio classico moderno. Tuttavia, accenna già alla tecnica cinematografica.
David Wark Griffith è il primo cineasta a proporre un montaggio di tipo alternato. Ciò lo si evince in Nascita di una nazione.